# Bulger
Bulger es un lugar designado por el censo ubicado en el condado de Washington en el estado estadounidense de Pensilvania. En el año 2010 tenía una población de 407 habitantes y una densidad poblacional de 110 personas por km².

## Geografía
Bulger se encuentra ubicado en las coordenadas 40°22′35″N 80°19′23″O / 40.37639, -80.32306. Según la Oficina del Censo de los Estados Unidos, Bulger tiene una superficie total de 1,43 mi² (3,7 km²), de la cual 1,43 mi² (3,7 km²) corresponden a tierra firme y 0 mi² (0 km²) es agua.